# Frankismus

Vlajka Španělska v letech 1945–1977

Frankismus byl španělský politický režim 20. století a jeho ideologie. Pojmenován byl podle generála Francisca Franca, který se dostal k moci svým vítězstvím ve španělské občanské válce. Tato válka v destabilizovaném Španělsku propukla mezi místními nacionalisty (španělští nacionalisté, křesťanští demokraté, falangisté a royalisté) a republikány, kteří představovali levicové politické strany a hnutí (od sociálních demokratů po trockisty a anarchisty). Byl podporován nacistickým Německem a fašistickou Itálií, zatímco straně republikánů se dostalo podpory ze strany Francie a hlavně stalinistického Sovětského svazu. Za druhé světové války se však ke svým bývalým spojencům nepřipojil.
Hned po svém nástupu k moci Francisco Franco zakázal opoziční politické strany a začal pronásledovat své oponenty. Postupně vytvořil vysoce autoritativní systém, který se opíral o konzervativně orientovanou část obyvatelstva a španělskou katolickou církev, pro kteréžto skupiny představoval záruku stability a ochrany.
V roce 1947 byl částečně reorganizován systém a obnovena monarchie, ale Franco se zároveň stal doživotním regentem, jenž má právo jmenovat dalšího krále. Další reorganizace následovala o deset let později, kdy se Franco stal předsedou vlády.
Frankův režim se vyznačoval zejména netolerancí k menšinovým národům, jako jsou Katalánci nebo Baskové. Jediným úředním jazykem byla španělština (kastilština). Katalánština, galicijština či baskičtina byly oficiálně zakázány.